# Mamadou Lamine Camara
Mamadou Lamine Camara (Dakar, 5 de enero de 2003) es un futbolista senegalés que juega en la demarcación de centrocampista para el RS Berkane de la Liga de Fútbol de Marruecos.

## Selección nacional
Hizo su debut con la selección de fútbol de Senegal el 9 de septiembre de 2023 en un partido de clasificación para la Copa Africana de Naciones de 2023 contra Ruanda que finalizó con un resultado de empate a uno tras el gol de Olivier Niyonzima para Ruanda, y del propio Camara para Senegal.

## Clubes
| Club       | País      | Año   | Partidos | Goles |
| ---------- | --------- | ----- | -------- | ----- |
| RS Berkane | Marruecos | 2021- | 94       | 3     |